# SNCV Groupe de Zwevezele
Le groupe de Zwevezele de la Société nationale des chemins de fer vicinaux (SNCV) aussi appelé tramway de Bruges pour sa partie urbaine a fonctionné dans la ville de Bruges en Belgique entre 1890 et 1956. Le réseau était construit à voie métrique. Il était exploité par la Société nationale des chemins de fer vicinaux (SNCV).

## Histoire

### Création (1890-1910)

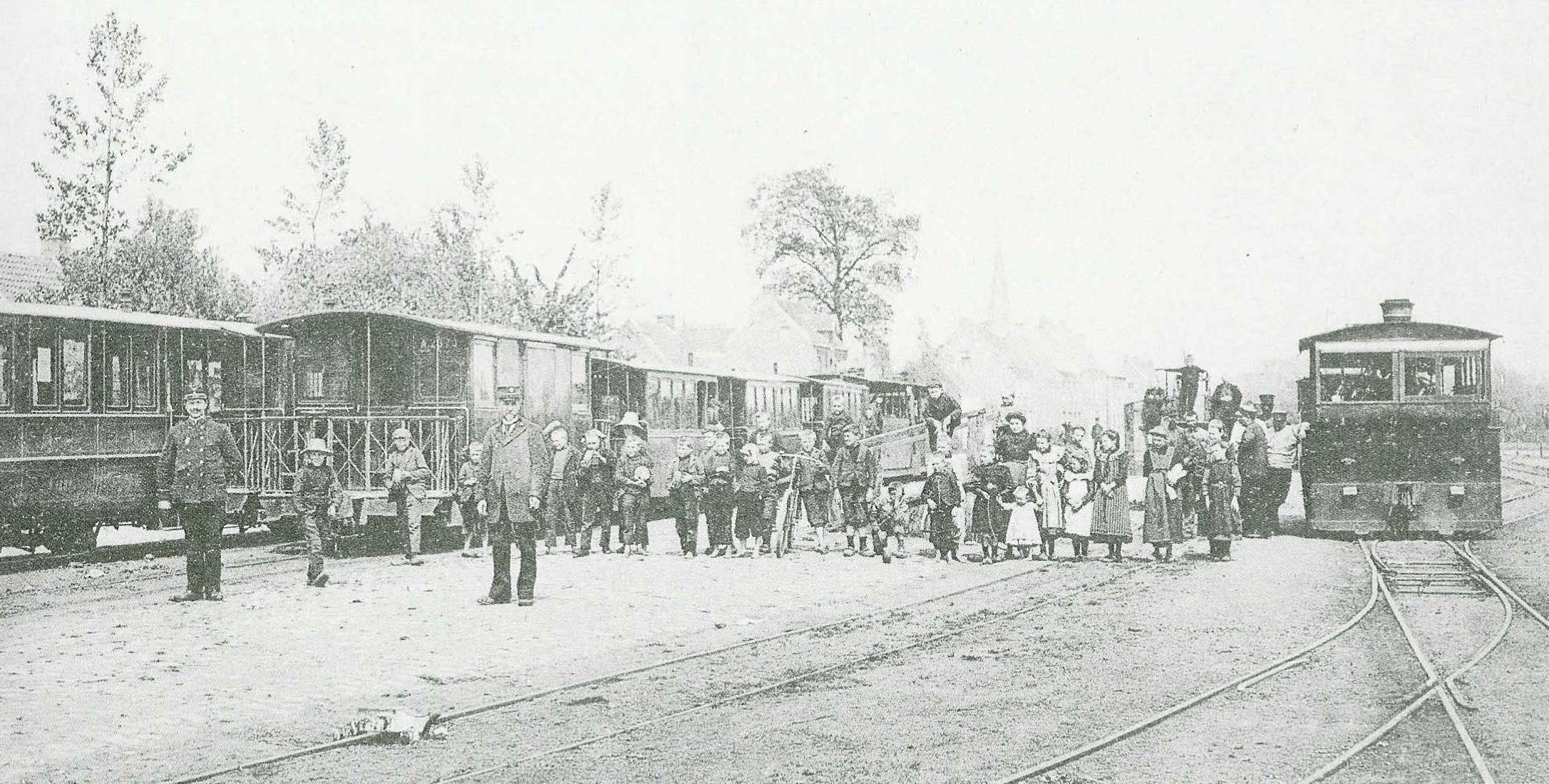
Le tramway à vapeur à Ursel.

À l'origine, 4 lignes de tramway ont été créées par la SNCV :
- Gare - Porte de Damme - Westkapelle - Knokke - Heist, ouverture en 1890,
- Grand-Place - Porte de Gand- Porte Sainte-Croix - Moerkerke - Aardenburg, ouverture en 1904,
- Place du Théâtre - Porte de Gand -  Assebroek - Oedelem - Knesselare - Ursel, ouverture en 1904,
- Place du Théâtre - Rue Neuve de Gand - Rue Sainte-Catherine - Steenbrugge - Zwevezele, ouverture en 1896,

Ces lignes empruntaient les portes et rues de la ville pour rejoindre leur terminus. Elles étaient exploitées en traction à vapeur et assuraient le trafic surburbain.
En 1910 une ligne nouvelle est ouverte
- Gare - Sint-Andries - Leke - Dixmude.

### Le réseau urbain (1911)
À partir de 1913, les parties urbaines de ces lignes sont électrifiées et de nouvelles sections sont créées :
- Gare - Eiermarkt - Porte Ezel (Ezelpoort) - Scheepsdaal
- Gare - Porte Sainte-Catherine (Katelijnepoort)

Cet ensemble forme les lignes électriques de Bruges. Un véritable réseau de tramway urbain est alors constitué.

### La fin du réseau urbain (1950-1951)
Au cours des années 1930, le réseau urbain commence à être déficitaire, ce déficit temporairement aboli pendant la Seconde Guerre mondiale, le tram étant alors le seul moyen de transport à la suite des pénuries de carburant, réapparait dans la période d'après-guerre. Le réseau est alors vieillissant, le matériel date de la création du réseau (1911) et n'a pas subi de grandes modifications gardant sa capacité d'origine, par ailleurs, l'augmentation de la capacité est difficile car du fait de l'étroitesse des rues, la plupart des lignes sont construites à voie unique. Le déficit d'exploitation rend de toute manière inenvisageable aux yeux de la SNCV tout nouvel investissement, l'État, la province de Flandre-Occidentale et les communes desservies par les lignes n'ayant qu'une annuité à payer correspondant à leur part dans le capital 178 dit des « Lignes électriques de Bruges ». La SNCV décide pour résorber le déficit de convertir à titre d'essai les lignes à l'autobus en utilisant des autobus de faible gabarit, la ville de Bruges donne son accord le 4 février 1950 et le 13 mars, la SNCV obtient du ministère des transports le droit d'exploiter les lignes en « complément ou remplacement du tramway » ce qui permet le 15 mars de mettre en service les lignes d'autobus en remplacement des tramways 1, 2, 5 et 6, certaines lignes voyant leur parcours modifié,, :

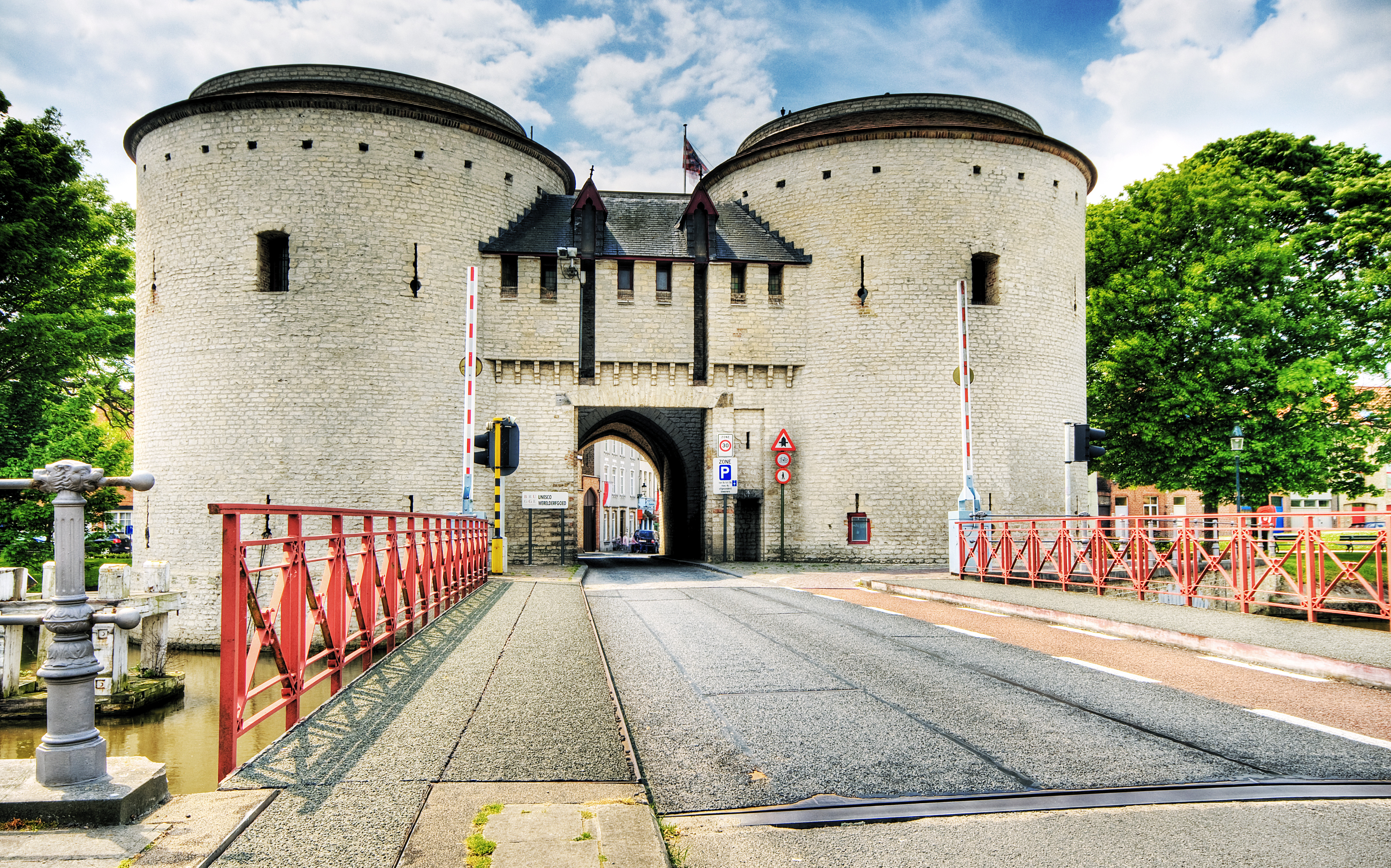
La porte Sainte-Croix (Kruispoort) avec les rails du tramway encore visibles.

- La porte Sainte-Croix (Kruispoort) avec les rails du tramway encore visibles.1 Bruges Gare - Assebroek Église, inchangée ;
- 2 Bruges Gare - Steenbrugge, ligne limitée à Steenbrugge avec reprise de la desserte d'Oostkamp par une nouvelle ligne 20 ;
- 20 Bruges Grand-Place - Oostkamp, nouvelle ligne reprenant la desserte d'Oostkamp de l'ancien tramway 2 et une desserte nouvelle par Saint-Michel ;
- 5 Bruges Gare - Saint-André Village inchangée ;
- 6 Bruges Gare - Sainte-Croix Doornhut inchangée ;
- Nouvelle ligne : Bruges 't Zand - Kristus Koning (tableau 775)[5] ;
- Tramway :
  - 3 Bruges 't Zand - Bruges Saint-Pierre ;
  - 4 Bruges Gare - Sluizenplein ;
    - 0 Gare - Grand-Place (service partiel).

## Lignes

### Lignes urbaines de Bruges
| Nom | Alias Autres indices et tableaux | Début du service voyageurs | Fin du service voyageurs | Traction   |
| --- | -------------------------------- | -------------------------- | ------------------------ | ---------- |
| 1   | 0, 337                           |                            | 1950                     | électrique |
| 2   | 0, 337                           |                            | 1950                     | électrique |
| 3   | 0, 337                           |                            | 1950                     | électrique |
| 4   | 0, 337                           |                            |                          | électrique |
| 5   | 337                              |                            | 1950                     | électrique |
| 6   | 0, 337                           |                            | 1950                     | électrique |

### Lignes provinciales à traction électrique
- 10 Bruges - Knokke.

### Lignes provinciales à traction autonome
| Nom | Alias Autres indices et tableaux | Début du service voyageurs | Fin du service voyageurs | Traction |
| --- | -------------------------------- | -------------------------- | ------------------------ | -------- |
| 329 | /                                |                            |                          | vapeur   |
| 338 | /                                |                            |                          | vapeur   |
| 341 | /                                |                            | 1941                     | vapeur   |
| 342 | /                                |                            |                          | vapeur   |